# Kilyana lorne
Espèce
Kilyana lorne est une espèce d'araignées aranéomorphes de la famille des Zoropsidae.

## Distribution
Cette espèce est endémique de Nouvelle-Galles du Sud en Australie. Elle se rencontre vers la forêt d'État de Lorne.

## Description
La carapace du mâle holotype mesure 6,06 mm de long sur 4,63 mm et l'abdomen 6,56 mm de long sur 3,95 mm.

## Étymologie
Son nom d'espèce lui a été donné en référence au lieu de sa découverte, la forêt d'État de Lorne.

## Publication originale
- Raven & Stumkat, 2005 : Revisions of Australian ground-hunting spiders: II. Zoropsidae (Lycosoidea: Araneae). Memoirs of the Queensland Museum, vol. 50, p. 347-423 (texte intégral).